# ورزشگاه آرماند سزاری
ورزشگاه آرماند سزاری (انگلیسی: Stade Armand Cesari) یا استاد دو فوریانی یک ورزشگاه چندمنظوره در شهر باستیا در کشور فرانسه است. بازی‌های خانگی باشگاه فوتبال باستیا در این ورزشگاه برگزار می‌شود.
این ورزشگاه میزبان مرحله رفت فینال جام یوفا ۱۹۷۸ بین تیم‌های باستیا و پی‌اس‌وی آیندهوون، هلند نیز بود.